# ویوان شاه
ویوان شاه (به انگلیسی: Vivaan Shah) (زادهٔ ۱۱ ژانویه ۱۹۹۰) بازیگر هندی است.
از فیلم‌های معروف او می‌توان به بازی در فیلم سال نو مبارک، بمبئی مخملی، ۷ قتل بخشش و کت اشاره کرد.